# 2014-es Junior Eurovíziós Dalfesztivál
A 2014-es Junior Eurovíziós Dalfesztivál volt a tizenkettedik Junior Eurovíziós Dalfesztivál, melynek a marsai Malta Hajógyár adott otthont. A versenyre 2014. november 15-én került sor. A legelső, 2003-as verseny óta nem választottak ilyen korai időpontot. Az Eurovíziós Dalfesztivállal ellenben itt nem az előző évi győztes rendez, hanem pályázni kell a rendezés jogára. Sorozatban második, összesen harmadik alkalommal fordult elő, hogy az előző évi győztes rendezte a dalfesztivált. A 2013-as Junior Eurovíziós Dalfesztivál a máltai Gaia Cauchi győzelmével zárult, aki a The Start című dalát adta elő Kijevben.
16 ország erősítette meg a részvételét a dalfesztiválra, beleértve Montenegrót, Olaszországot és Szlovéniát, melyek első alkalommal vettek részt. Bulgária két, Ciprus négy, Horvátország hét, Szerbia három kihagyott év után tért vissza. Azerbajdzsán, Macedónia és Moldova pedig visszaléptek.

## A helyszín és a verseny
A pontos helyszín a Marsában található Malta Hajógyár volt, de Marsa hivatalosan nem rendező város, mivel 2013. december 18-án jelentették be, hogy Málta, ezen belül Malta szigete fog otthont adni a versenynek. Először a verseny történetében nem jelöltek ki rendező várost. Érdekesség, hogy egy héttel később a verseny után szintén a Malta Hajógyár adott otthont a 2015-ös Eurovíziós Dalfesztivál máltai nemzeti döntőjének.
A verseny logója a tangramjáték színes formáit ábrázolja a máltai kereszt egyik szárát formázva és jelképezve az összeköttetést az emberek, a zene és a versenyzők között, továbbá Málta jellegzetességeit: homok, tenger, sziklák, fű, égbolt, szürkület és napnyugta. A hivatalos szlogen a 2014-es Eurovíziós Dalfesztivál mintájára #Together, azaz #Együtt lett.
Első alkalommal volt a versenynek egy házigazdája Moira Delia személyében.
Az előző évvel ellentétben a rajtszámokat (a házigazda Málta előadóján kívül) nem az énekesek sorsolták ki, hanem a producerek határozták meg, annak érdekében, hogy ne kövessék egymást hasonló hangzású dalok. Ezenkívül az 1-es és a 16-os rajtszámra véletlenszerűen sorsoltak országokat, a fennmaradó énekesek pedig azt sorsolták ki, hogy a verseny első vagy második felében lépnek-e majd fel.
2012 után másodszor fordult elő, hogy Fehéroroszország nyitotta, és hogy Hollandia zárta a versenyt. Sorozatban másodszor a máltai versenyző utolsó előttiként lépett fel.
A verseny történetében először a próbák nem a fellépési sorrendben zajlottak. A próbákat egy előre meghatározott sorrendben tartották.
Először a versenyben a pontszámok 1-től 7-ig automatikusan megjelentek a pontozótáblán, a pontbejelentők csak a 8, 10 és 12 pontokat jelentették be. Ugyanezt a módszert alkalmazzák az Eurovíziós Dalfesztiválon is.
Ez volt az első alkalom, hogy jelentésben két dalnak is ugyanaz volt a címe: a svéd Du är inte ensam és a szlovén Nisi sam jelentése egyaránt Nem vagy egyedül. Továbbá ez volt az első olyan Junior Eurovíziós Dalfesztivál, ahol nem hangzott el egy román nyelvű dal sem.
Ebben az évben először a nem induló országok rajongói is lehetőséget kaptak volna a szavazásra a verseny hivatalos oldalán. Az internetes szavazás győztesét a versenyt követő sajtótájékoztatón jelentették volna be, ahol a neki járó különdíjat is átadták volna. Az internetes szavazás azonban nem valósulhatott meg, mivel olyan sokan keresték fel a szavazóplatformot, hogy összeomlott a rendszer.
A verseny történetében először meghívott előadók léptek fel a dalok között. Minden negyedik dal után táncos produkciókat láthattak a nézők.

## A résztvevők

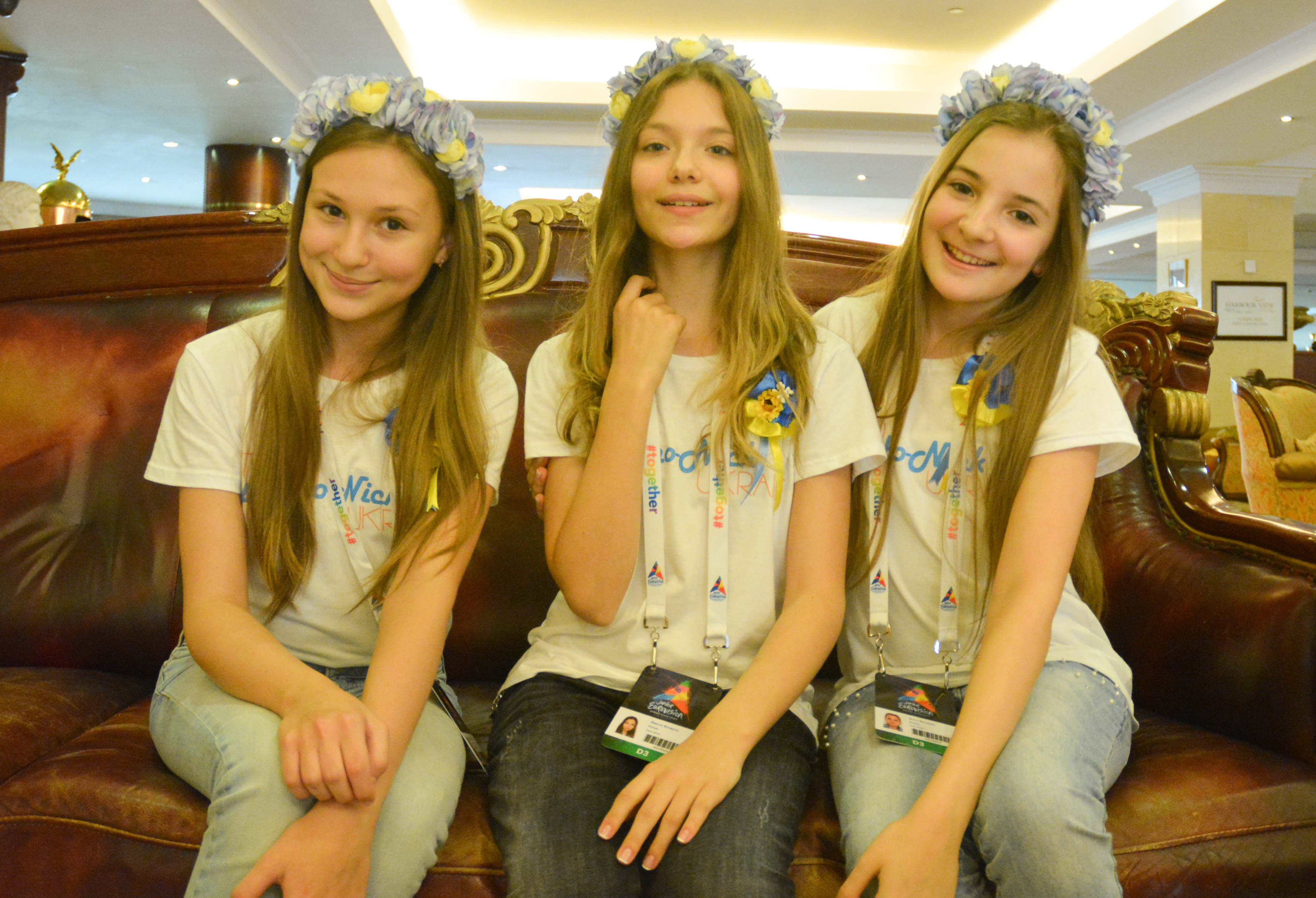
Az Ukrajnát képviselő Sympho-Nick

Először vett részt a dalfesztiválon Montenegró, Olaszország és Szlovénia.
Rajtuk kívül Bulgária kettő, Ciprus négy, Horvátország hét, Szerbia pedig három év kihagyás után tért vissza. Érdekesség, hogy a 2014-es Eurovíziós Dalfesztiváltól ugyanez a négy ország lépett vissza, és Bulgáriát és Horvátországot leszámítva tért is vissza 2015-ben.
Eredetileg Görögország és Portugália is jelezte visszatérési szándékát, de még a verseny előtt bejelentették távolmaradásukat. Írország (mely már 2004-ben is érdeklődött a verseny iránt) is debütálását tervezte, de pénzügyi problémákra hivatkozva mégsem vettek részt.
Macedónia 2014. szeptember 4-én jelentette be, hogy a sorozatos rossz eredmények miatt visszalép a versenytől.
A résztvevők hivatalos listáját szeptember 30-án hozták nyilvánosságra. Ekkor vált hivatalossá, hogy előző versenyen még induló Azerbajdzsán és Moldova nélkül lesz megrendezve a 2014-es verseny, tizenhat részt vevő országgal. Legutóbb a 2005-ös Junior Eurovíziós Dalfesztiválon volt ennyi ország, mely kettővel kevesebb, mint az eddigi rekordlétszám, a 2004-es tizennyolc.
Magyarország az elvárásokkal ellenben ebben az évben sem debütált a gyerekek versenyén.
Érdekesség, hogy a 2015-ös Eurovíziós Dalfesztivál két versenyzője is dalszerzőként vett részt ebben az évben: a fehérorosz dal szerzője, Uzari Maimunával együtt Fehéroroszországot, a szlovén dal szerzői, Marjetka Vovk és Raay Szlovéniát képviselték a bécsi versenyen.

## A szavazás
A szavazás megegyezett a hagyományos versenyen alkalmazott szavazási rendszerrel, vagyis minden részt vevő ország és a gyerekekből álló zsűri a 10 kedvenc dalára szavaz, melyek 1-8, 10 és 12 pontot kapnak. A pontszámok 1-től 7-ig automatikusan megjelentek a szavazótáblán, szóvivők csak a 8, 10 és 12 pontokat jelentették be.
Először a Gyerek Zsűri pontjait ismertette az előző évi győztes, Gaia Cauchi. A szavazatok alapján Olaszország került az élre.
Ezután következtek a részt vevő országok pontjai. A szavazás sorrendje a fellépési sorrend szerint alakult, vagyis Fehéroroszország volt az első és Hollandia az utolsó szavazó. Fehéroroszország nyolc pontjával átvette a vezetést a házigazda Málta, de a tizenkét ponttal Örményország került az első helyre. Bulgária öt pontjával Málta visszavette a vezetést, de a tíz pont után Olaszország, a tizenkét pont után pedig ismét Örményország állt az első helyen. Egészen Horvátország tíz pontjáig meg tudták őrizni előnyüket, ekkor viszont Olaszország állt az élre. Ciprus hat pontjával ismét Örményország, a tíz ponttal ismét Olaszország vezetett. Szlovénia nyolc pontjával ismét Örményország, a tizenkét ponttal ismét Olaszország került az első helyre. Ezután végig megőrizve előnyüket megnyerték a versenyt.
Ez volt Olaszország első győzelme és az első részvétele is egyben. 2003 óta másodszor fordult elő, hogy egy debütáló ország nyert. Megjegyzendő, hogy a győztes, Vincenzo Cantiello egyedüli fiú versenyző volt a mezőnyben.
A győztes dal minden országtól és a Gyerek Zsűritől is kapott pontot. Ez rajtuk kívül csak a harmadik helyezett Örményországnak sikerült. Emellett a győztes dal a Gyerek Zsűritől és három országtól (Montenegró, San Marino és Szlovénia) kapta meg a maximális tizenkét pontot.
Érdekesség, hogy a 2013-as Junior Eurovíziós Dalfesztivál és a 2014-es Eurovíziós Dalfesztivál döntője után sorban ez volt a harmadik eurovíziós verseny, ahol a rajtsorrendben tizenegyedik fellépő tudott győzni.
Az utolsó helyen Horvátország végzett, aki az automatikusan járó tizenkét pontot nem számítva mindössze egy pontot kapott (San Marinótól), ami a legkevesebb, amit egy ország valaha kapott a többi szavazó országtól. (Az eddigi két rekorder 2006-ban Macedónia, 2007-ben pedig Görögország volt, akik mindössze két pontot kaptak az automatikusan járó tizenkét ponton kívül.)

## Döntő
| #  | Ország           | Nyelv              | Előadó                          | Dal                      | Magyar fordítás             | Helyezés | Pontszám |
| -- | ---------------- | ------------------ | ------------------------------- | ------------------------ | --------------------------- | -------- | -------- |
| 01 | Fehéroroszország | belarusz           | Nadezsda Miszjakova             | Szokal                   | Sólyom                      | 7.       | 71       |
| 02 | Bulgária         | bolgár             | Kriszija, Haszan és Ibrahim     | Planet of the Children   | A gyerekek bolygója         | 2.       | 147      |
| 03 | San Marino       | olasz, angol       | The Peppermints                 | Breaking My Heart        | Összetörni a szívemet       | 15.      | 21       |
| 04 | Horvátország     | horvát, angol      | Josie                           | Game Over                | A játéknak vége             | 16.      | 13       |
| 05 | Ciprus           | görög, angol       | Szofía Patszalídisz             | I pio ómorfi méra        | A legszebb nap              | 9.       | 69       |
| 06 | Grúzia           | grúz, angol        | Lizi Pop                        | Happy Day                | Boldog nap                  | 11.      | 54       |
| 07 | Svédország       | svéd, angol        | Julia Kedhammar                 | Du är inte ensam         | Nem vagy egyedül            | 13.      | 28       |
| 08 | Ukrajna          | ukrán, angol       | Sympho-Nick                     | Spring Will Come         | Eljön a tavasz              | 6.       | 74       |
| 09 | Szlovénia        | szlovén, angol     | Ula Ložar                       | Nisi sam (Your Light)    | Nem vagy egyedül (A fényed) | 12.      | 29       |
| 10 | Montenegró       | montenegrói, angol | Maša Vujadinović és Lejla Vulić | Budi dijete na jedan dan | Legyél gyerek egy napra!    | 14.      | 24       |
| 11 | Olaszország      | olasz, angol       | Vincenzo Cantiello              | Tu primo grande amore    | Az első nagy szerelmed      | 1.       | 159      |
| 12 | Örményország     | örmény, angol      | Betty                           | People of the Sun        | A Nap népe                  | 3.       | 146      |
| 13 | Oroszország      | orosz, angol       | Alisza Kozsikina                | Dreamer                  | Álmodozó                    | 5.       | 96       |
| 14 | Szerbia          | szerb              | Emilija Đonin                   | Svet u mojim očima       | A világ a szememben         | 10.      | 61       |
| 15 | Málta            | angol              | Federica Falzon                 | Diamonds                 | Gyémántok                   | 4.       | 116      |
| 16 | Hollandia        | holland, angol     | Julia                           | Around                   | Körbe                       | 8.       | 70       |

## Ponttáblázat

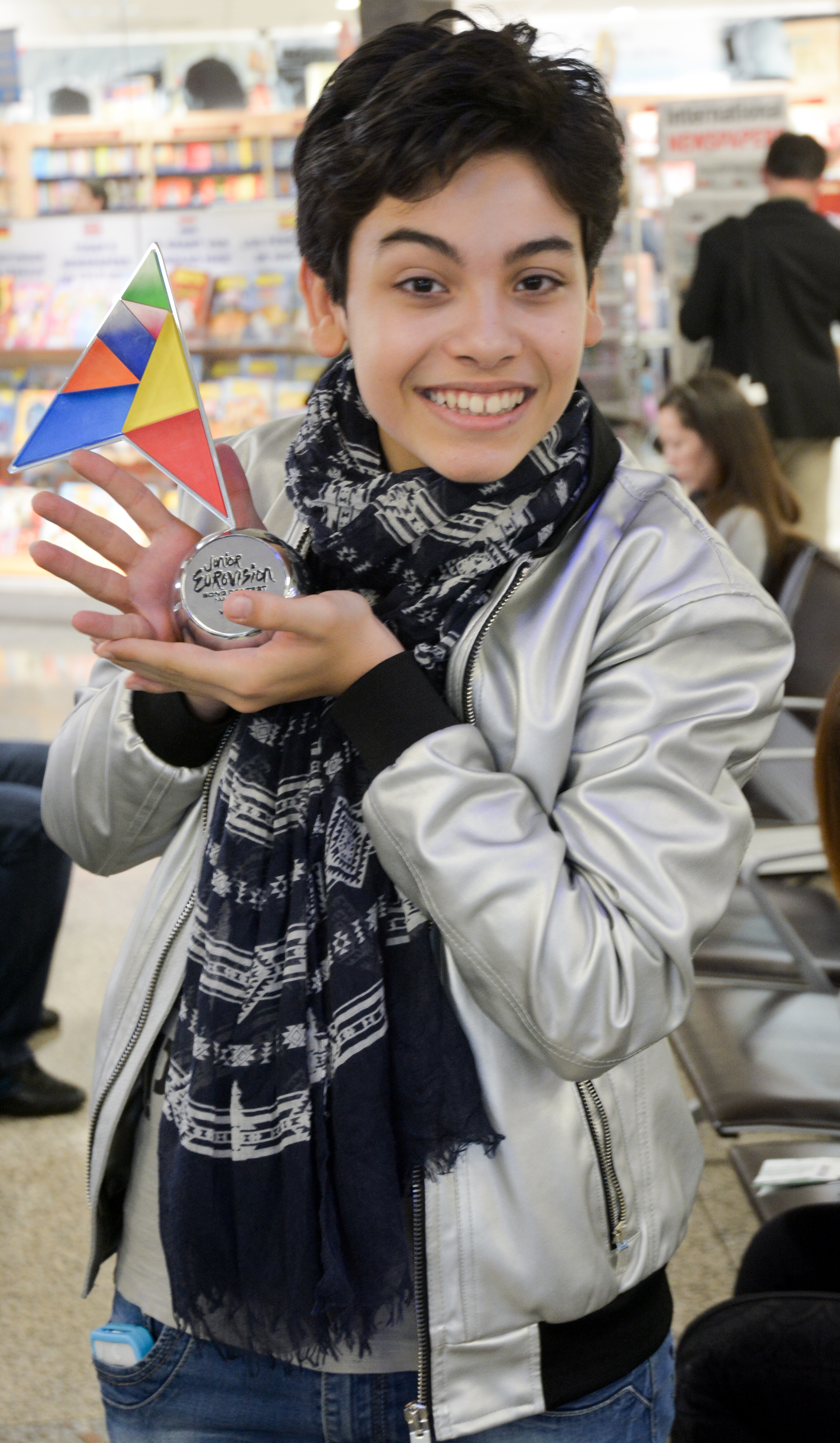
Vincenzo Cantiello, a verseny olasz győztese

|                  | Szavazók | Szavazók | Szavazók         | Szavazók | Szavazók   | Szavazók     | Szavazók | Szavazók | Szavazók   | Szavazók | Szavazók  | Szavazók   | Szavazók    | Szavazók     | Szavazók    | Szavazók | Szavazók | Szavazók  | Szavazók |
| Össz             | +12      | ZS       | Fehéroroszország | Bulgária | San Marino | Horvátország | Ciprus   | Grúzia   | Svédország | Ukrajna  | Szlovénia | Montenegró | Olaszország | Örményország | Oroszország | Szerbia  | Málta    | Hollandia |          |
| ---------------- | -------- | -------- | ---------------- | -------- | ---------- | ------------ | -------- | -------- | ---------- | -------- | --------- | ---------- | ----------- | ------------ | ----------- | -------- | -------- | --------- | -------- |
| Fehéroroszország | 71       | 12       | 8                |          | 1          | 3            | 2        | 1        | 6          | 5        | 6         | 2          |             | 1            | 3           | 8        |          | 6         | 7        |
| Bulgária         | 147      | 12       | 4                | 7        |            |              | 12       | 12       | 8          | 10       | 8         | 10         | 8           | 10           | 7           | 7        | 12       | 8         | 12       |
| San Marino       | 21       | 12       |                  |          |            |              |          |          |            |          |           |            |             | 8            |             |          |          | 1         |          |
| Horvátország     | 13       | 12       |                  |          |            | 1            |          |          |            |          |           |            |             |              |             |          |          |           |          |
| Ciprus           | 69       | 12       | 6                | 3        | 8          | 8            |          |          | 4          | 6        |           | 4          | 4           | 5            |             | 3        |          |           | 6        |
| Grúzia           | 54       | 12       | 1                | 4        | 2          | 2            | 1        | 3        |            |          | 2         |            |             |              | 12          | 5        | 1        | 7         | 2        |
| Svédország       | 28       | 12       |                  |          |            |              |          | 2        | 1          |          | 3         |            |             | 4            | 1           |          |          |           | 5        |
| Ukrajna          | 74       | 12       |                  | 6        | 4          |              | 7        | 4        | 7          |          |           | 1          | 10          | 3            | 4           | 4        | 5        | 4         | 3        |
| Szlovénia        | 29       | 12       |                  | 1        |            |              | 3        |          |            | 2        |           |            | 3           |              | 2           |          | 2        |           | 4        |
| Montenegró       | 24       | 12       |                  |          |            |              |          |          |            |          |           | 3          |             |              |             |          | 4        | 5         |          |
| Olaszország      | 159      | 12       | 12               | 2        | 10         | 12           | 10       | 10       | 10         | 7        | 10        | 12         | 12          |              | 8           | 6        | 8        | 10        | 8        |
| Örményország     | 146      | 12       | 7                | 12       | 12         | 7            | 6        | 6        | 12         | 8        | 12        | 8          | 2           | 2            |             | 12       | 6        | 12        | 10       |
| Oroszország      | 96       | 12       | 5                | 10       | 7          | 5            | 5        | 8        | 3          | 1        | 5         | 7          | 5           |              | 10          |          | 10       | 3         |          |
| Szerbia          | 61       | 12       | 3                |          | 6          | 6            | 8        |          |            | 3        | 4         | 5          | 7           | 6            |             | 1        |          |           |          |
| Málta            | 116      | 12       | 10               | 8        | 5          | 10           |          | 7        | 5          | 4        | 7         | 6          | 6           | 12           | 6           | 10       | 7        |           | 1        |
| Hollandia        | 70       | 12       | 2                | 5        | 3          | 4            | 4        | 5        | 2          | 12       | 1         |            | 1           | 7            | 5           | 2        | 3        | 2         |          |

## Zsűri és televoting szavazás külön
| Helyezés | Nézői szavazatok | Nézői szavazatok | Zsűri szavazatok | Zsűri szavazatok |
| Helyezés | Ország           | Pontszám         | Ország           | Pontszám         |
| -------- | ---------------- | ---------------- | ---------------- | ---------------- |
| 1.       | Olaszország      | 143              | Bulgária         | 143              |
| 2.       | Örményország     | 114              | Örményország     | 124              |
| 3.       | Málta            | 113              | Ukrajna          | 100              |
| 4.       | Bulgária         | 86               | Olaszország      | 100              |
| 5.       | Ciprus           | 73               | Oroszország      | 89               |
| 6.       | Oroszország      | 72               | Hollandia        | 69               |
| 7.       | Szerbia          | 65               | Málta            | 64               |
| 8.       | Fehéroroszország | 62               | Fehéroroszország | 58               |
| 9.       | Hollandia        | 44               | Ciprus           | 42               |
| 10.      | Grúzia           | 44               | Grúzia           | 41               |
| 11.      | Svédország       | 39               | Szlovénia        | 39               |
| 12.      | Ukrajna          | 24               | Szerbia          | 34               |
| 13.      | Montenegró       | 21               | San Marino       | 11               |
| 14.      | Szlovénia        | 14               | Montenegró       | 10               |
| 15.      | San Marino       | 11               | Svédország       | 3                |
| 16.      | Horvátország     | 3                | Horvátország     | 1                |

## 12 pontos országok
Az alábbi országok kaptak 12 pontot a versenyen:
| Darab | Jutalmazott ország | Szavazó ország                                                  |
| ----- | ------------------ | --------------------------------------------------------------- |
| 6     | Örményország       | Bulgária, Fehéroroszország, Grúzia, Málta, Oroszország, Ukrajna |
| 4     | Bulgária           | Ciprus, Hollandia, Horvátország, Szerbia                        |
| 4     | Olaszország        | Gyerek Zsűri, Montenegró, San Marino, Szlovénia                 |
| 1     | Hollandia          | Svédország                                                      |
| 1     | Grúzia             | Örményország                                                    |
| 1     | Málta              | Olaszország                                                     |

## A szavazás és a nemzetközi közvetítések

### Pontbejelentők
A pontbejelentők között volt öt ország előző évi képviselője is: Eliias Svédországból, Szofija Taraszova Ukrajnából, Monika Örményországból, Mylène és Rosanne Hollandiából, valamint Gaia Cauchi, az előző győztes, aki a Gyerek Zsűri szavazatait ismertette.
| 1. Gyerek Zsűri – Gaia Cauchi 2. Fehéroroszország – Katerina Taperkina 3. Bulgária – Ina Angelova 4. San Marino – Clara 5. Horvátország – Sarah 6. Ciprus – Párisz Nikoláu 7. Grúzia – Mariam Hundzsgurua 8. Svédország – Eliias 9. Ukrajna – Szofija Taraszova | 1. Szlovénia – Gal Fajon 2. Montenegró – Aleksandra 3. Olaszország – Geordie 4. Örményország – Monika 5. Oroszország – Marija Karejeva 6. Szerbia – Tamara Vasović 7. Málta – Julian Pulis 8. Hollandia – Mylène és Rosanne |

## Térkép

Részt vevő országok
Országok, melyek korábban részt vettek, de ebben az évben nem

### Kommentátorok
| Ország                    | Kommentátor                                          | Közvetítő csatorna               |
| ------------------------- | ---------------------------------------------------- | -------------------------------- |
| Amerikai Egyesült Államok | Ewan Spence                                          | Williams Life Radio              |
| Amerikai Egyesült Államok | Ewan Spence                                          | Delgado’s Dolphin Radio          |
| Argentína                 | Victor Barrera                                       | Radio WU                         |
| Ausztrália                | Georgia McCarthy és Andre Nookadu                    | SBS Two (2014. november 16-án)   |
| Bulgária                  | Elena Roszberg és Georgi Kusvaliev                   | BNT 1, bTV                       |
| Ciprus                    | Kiriákosz Pasztídisz                                 | CyBC 2, RIK Sat                  |
| Egyesült Királyság        | Ewan Spence                                          | 103 The Eye                      |
| Egyesült Királyság        | Ewan Spence                                          | K107                             |
| Egyesült Királyság        | Ewan Spence                                          | Oystermouth Radio                |
| Egyesült Királyság        | Ewan Spence                                          | Radio Six International          |
| Egyesült Királyság        | Ewan Spence                                          | Shore Radio                      |
| Fehéroroszország          | Anatolij Lipeckij                                    | Belarusz-1, Belarusz-24          |
| Grúzia                    | Mero Chikashvili és Temo Kvirkvelia                  | 1TV                              |
| Hollandia                 | Jan Smit                                             | NPO 3, NPO Zapp                  |
| Horvátország              | Aljoša Šerić és Ivan Planinić                        | HRT 2                            |
| Írország                  | Ewan Spence                                          | 92.5 Phoenix FM                  |
| Málta                     | N/A                                                  | TVM                              |
| Montenegró                | N/A                                                  | TVCG 1                           |
| Nemzetközi közvetítés     | Luke Fisher és Daniel Testa                          | Junioreurovision.tv (interneten) |
| Olaszország               | Antonella Clerici és Simone Lijoi                    | RAI Gulp                         |
| Oroszország               | Olga Seleszt, Alekszandr Gurevics és Dmitrij Csernov | Karuszel                         |
| Örményország              | Avet Barszegján                                      | Armenia 1                        |
| San Marino                | Lia Fiorio és Gilberto Gattei                        | SMtv San Marino                  |
| Svédország                | Ylva Hällen és Edward af Sillén                      | SVT Barnkanalen                  |
| Szerbia                   | Silvana Grujić                                       | RTS 2                            |
| Szingapúr                 | Ewan Spence                                          | 247 Music Radio                  |
| Szlovénia                 | Bernarda Žarn                                        | TV Slovenija 1                   |
| Új-Zéland                 | Ewan Spence                                          | World FM                         |
| Ukrajna                   | Tyimur Mirosnicsenko                                 | Persij Nacionalnij               |

## Lásd még
- 2014-es Eurovíziós Dalfesztivál
- 2014-es Fiatal Zenészek Eurovíziója